# スーパースター (お笑いコンビ)
スーパースターは、プライム所属のお笑いコンビ。

## メンバー
- ドラマチック貞（ドラマチックさだ、1979年11月20日 - ）
本名・長橋 貞彰（ながはし さだあき）神奈川県出身。身長182cm。
かつてはコンビ『首都高ヴィーナス』（当時の相方はうつのみや八郎）で活動、その後ピン芸人『ドラマチック貞』として活動。
趣味はマジックザギャザリング。
2006年のM-1グランプリでは、マッドドックスの関口大輔と『突撃フィーバーズ』を組んで出場、2回戦まで進出。また、2009年10月8日の同じくM-1では、スーパースターとしての他にも、同じ日に貞は父親と『親子でニート』というコンビを組んで出場した。

- 黒騎士ハヤシモト（くろきしハヤシモト、1982年6月4日 - ）
本名・林本 啓祐（はやしもと けいすけ）神奈川県出身、身長180cm。血液型はAB型。
かつては松本和也とのコンビ『メロンソーダ』で活動（ホリプロコムに所属）。この当時はゆみみ（当時は『ユミミ』）、ピカソ利光とのユニット『猿楽町スポーツ専門店』でも活動していた。

## 来歴・概説
コンビ『首都高ヴィーナス』で活動後、ピン芸人として活動していたドラマチック貞と、コンビ『メロンソーダ』で活動していた黒騎士ハヤシモトの2人により結成。なお、ドラマチック貞は引き続きピン芸人として活動することもある（浅草東洋館『雷ライブ』など）。
NOモーション。、あがいん、ムートン、つーからの5組でのライブ『トドロコ』を定期的に行っていた。トドロコは『ウクイウタ』の2009年7月26日千秋楽公演を以って活動休止となった。

## 芸風
コントまたはショートコントが多く、ブリッジには二人で舞台上を駆け回りながら「おしっこした〜いよ! だけどネタやるよ! スーパースター」などの台詞を入れている。ネタの締めの台詞には「ちょっとちびったよ! だからネタ終わり!」などがある。
「おじさんショートコント」では、おじさんの様々な生態をネタにしたコントを演じ、「〜な（〜している）おじさ〜ん! おじさん、レッツゴー!」（ひらけ!ポンキッキから出た曲『はたらくくるま』に似たようなメロディ）という歌をブリッジに入れている。なお、この時に台詞や歌を入れているのはほとんどハヤシモトの方で、貞はほとんど何も言わずに、怪しげな動きなどを交えながらおじさん役を演じている。
ドラマチック貞のピンでのネタには「1000のドラマチックを持つ男」と称して、気障な台詞と仕草を演じた後で、手を顔の横に持って行き「イッツ、ドラマチック!」という台詞を発するショートコントがある。

## 出演
※それぞれの『首都高ヴィーナス』『メロンソーダ』時代の出演も含む

### テレビ
- シブスタ S.B.S.T（テレビ東京）
- 爆NEW（テレビ東京）
- 天才ビットくん（NHK教育テレビ）
- 爆笑問題のバク天!（TBSテレビ）
- くるくるドカン〜新しい波を探して〜（フジテレビ） - 『発見!さざ波芸人』のブロック（ワードは「芸人×ハイテンション」）で、ドラマチック貞のみ出演
- 伊集院光のしんばんぐみ（日本BS放送）- ドラマチック貞のみ第1回と第2回に出演
- 5時の魔法使い（東京MXテレビ）
- お笑い図鑑 ハマヌキ（tvk） - スーパースターとして

### ゲームソフト
- くりぃむしちゅーも観ながらいろいろゴチャゴチャ言ってますけども…笑いのタマゴLサイズ（おひとり様何回でも）（2006年、PSP対応）